# Siesta!
Pour les articles homonymes, voir Siesta.
 (février 2015).
 (décembre 2009).
Si vous disposez d'ouvrages ou d'articles de référence ou si vous connaissez des sites web de qualité traitant du thème abordé ici, merci de compléter l'article en donnant les références utiles à sa vérifiabilité et en les liant à la section « Notes et références ».
Siesta! est un festival de musique suédois qui se déroule à Hässleholm depuis 2003. Il est toujours tenu le dernier week-end du mois de mai. L'organisateur est Kulturföreningen Markan (Société Culturelle Markan) qui, chaque année, collabore avec des bénévoles pour que le festival puisse être mis en œuvre. À ses débuts, le festival était connu sous le nom de Blå (bleu en suédois), mais Markan a décidé de changer de nom pour donner au festival un nouveau rythme. Festival qui grandit d'ailleurs au fil des années, puisqu'en 2003, il n'y avait que 1200 spectateurs, contre 7000 en 2008. On a estimé qu'il y en avait entre 10 000 et 12 000 en 2009. Certains artistes ayant participé au festival sont Sonic Youth, Placebo ou encore Anti-Flag.

## Historique des artistes

### 2003
- The Ark
- Joddla med Siv
- Loserville
- Christian Kjellvander
- David and The Citizens
- Her Majesty (sv)
- Marit Bergman
- Lotta Wenglén Band
- Pete Thompson
- Thousand Dollar Playboys
- Whyte Seeds
- Dynamo Chappel
- Last Days of April

### 2004
- Alice in Videoland
- Bergman Rock
- Eskobar
- Idiot Savants
- Jens Lekman
- José González
- Last Days of April
- Latin kings
- Mattias Hellberg
- My sweet medicine
- Niccokick
- Pete Thompson
- Shout Out Louds
- Sugarplum Fairy
- The Unisex
- The Bukks
- Timbuktu & Damn
- Weeping Willows
- Wet

### 2005
- Bergman Rock
- The Ark
- Moneybrother
- Silverbullit
- Svenska Akademien
- Nina Rochelle
- Ison & Fille
- Kristofer Åström & The Hidden Truck
- Suburban Kids With Biblical Names
- Johnossi
- Logh
- Strip Music
- ingenting
- The Spitts
- Fatboy
- Seven feet Four
- Scraps of Tape
- Artmade
- Double 0
- Todd Smith
- The great Decay
- Oscar & The Firemasters of Sweden
- Bye bye beauties
- Babylonians
- Andreas Tilliander
- Son Kite
- Sophie Rimheden
- Slagsmålsklubben
- Hans Appelqvist
- Sapporo 72
- Peter Ripa
- Libra (sv)
- mRq5
- Tsukimono

### 2006
- Advance Patrol
- Audrey Blood Music
- Body Core
- Burst
- CuteTarmac
- David & the Citizens
- Dia Psalma
- DJ Fransjäger
- Familjen
- Hello Saferide
- Henrik Berggren
- Hets
- Intohimo
- Jenny Wilson
- Kristian Anttila
- Maeds Dominos
- Mew
- Montt Mardié
- Morpheena
- Pascal
- Peps Blodsband
- Sci-Fi Skane
- Sleazy Joe
- Soak the Sin
- Spånka
- Talking to teapots
- The Great Decay
- The Radio Dept
- The Slaves
- The Sounds
- The Tiny
- Timo Räisänen
- U.W.O
- Velouria
- Whyte Seeds

### 2007
- The Animal Five
- Asha Ali
- Black Belt
- The Concretes
- The Consequences
- Detektivbyrån
- Ed Harcourt
- Familjen
- Fibes, Oh Fibes
- Jesse Malin
- Juvelen
- Kristofer Åström & Rainaways
- Laakso (en)
- Lamont
- Maeds Dominos
- Melody Club
- Miss Li
- Molotov Jive
- Moonbabies
- Mustasch
- Navid Modiri & Gudarna
- Neverstore
- Nikola Sarcevic
- The Paper Faces
- The Pen Expers
- Peps Blodsband
- Per Arnez
- Porn och Grafik
- The Plan (sv)
- Promoe
- Radical Cheerleaders
- The Rockets
- Sahara Hotnights
- Salem Al Fakir
- Shout Out Louds
- Slagsmålsklubben
- Svenska Akademien
- Thunder Express
- Teddybears STHLM
- Tingsek

### 2008
- Adam Tensta
- Alf
- All Time Low
- Alter Me
- Andi Almqvist
- Anna Järvinen
- Babian
- Bahnhof
- Billie the Vision and the Dancers
- Britta Persson
- Caesars
- Christian Kjellvander
- Disfear
- Doktor Kosmos
- Eagles of Death Metal
- El Perro del Mar
- Enter Shikari
- Familjen
- Firefox AK
- First Floor Power
- Florence Valentin
- Håkan Hellström
- Hästpojken
- JazzAttacks
- Jive
- Johnossi
- Jonas Game
- Jonna Lee
- José González
- Jucifer
- Kristian Anttila
- Kultiration
- La Puma
- Looptroop Rockers
- Lukestar
- Masshysteri
- Millencolin
- Moneybrother
- Moto Boy
- Nephew
- Niccokick
- Pascal
- Path of no Return
- Rubies
- Scraps of Tape
- Sunset Rubdown
- The Deer Tracks
- The Ettes
- The Radio Dept
- The Sunshine
- Those Dancing Days
- Today is the Day
- Truckfighters
- Under Byen
- Vapnet
- Zeigeist

### 2009
- Abramis Brama
- Adept
- Adiam Dymott
- Alesana
- Anna Maria Espinosa
- Anna Ternheim
- Anti-Flag
- As In RebekkaMaria
- Casiokids
- Cult of Luna
- Dag För Dag
- David Sandström
- Overdrive
- Dead by April
- Division of Laura Lee
- Dundertåget
- Dúné
- Eldkvarn
- Expatriate
- Fatboy
- Frida Hyvönen
- Handen på hjärtat 2009:
  - Deportees
  - Franke (sv)
  - Gustaf Spetz
  - Jonathan Johansson
  - The (International) Noise Conspiracy
- herbrightskies
- Hoffmaestro & Chraa
- I are droid
- Jenny Wilson
- Joel Alme
- John ME
- Junior Boys
- Kleerup
- Lazee
- Mando Diao
- Marissa Nadler
- Markus Krunegård
- Molotov Jive
- Navid Modiri & Gudarna
- Nordpolen
- Parken
- Parker Lewis
- Phoenix
- Placebo
- Promoe & Spiderdogs
- Rumble In Rhodos
- Sonic Youth
- The Blackout
- The Horrors
- The High Fives
- The Spitts
- Tiger Lou
- Tysta Mari
- Timbuktu & Damn
- Wildbirds & Peacedrums